# 超絶少女
『超絶少女』（ちょうぜつしょうじょ）は、SUPER☆GiRLSの1枚目のオリジナルアルバム。2010年12月22日にiDOL Streetから発売された。

## 概要・解説
SUPER☆GiRLSのメジャーデビューアルバムであり、エイベックスが設立したアイドル専門レーベル「iDOL Street」の第1弾作品である。
初回受注限定生産盤（CD+DVD、名称は「超絶盤」）、通常盤2形態（CD+DVD、CDのみ）、セブンネットショッピング限定生産盤（CDのみ）の計4形態で発売された。CDの収録曲は全形態共通である。
発売前日にSHIBUYA-AXにて行われた単独ライブ『SUPER☆GiRLS ファーストコンサート 〜超絶少女が止まンないっ!〜』では、同アルバムの楽曲が収録曲順通りに披露された。
通常市販商品3形態の同時購入特典として、2010年10月23日に行われた原宿アストロホールでの初の単独ミニライブの舞台裏に密着した、『SUPER☆GiRLS「ファン目線」かぶりつきオフショットDVD』が抽選でプレゼントされた。
2013年7月20日に開催された『SUPER☆GiRLS リクエストLiVE 2013』では「恋愛ルール」が2位、「みらくるが止まンないっ!」が5位、「Be with you」が7位、「絆デイズ」が9位、「ときめき色の風とキミ」が 10位に選ばれた。

## 収録曲
1. Welcome to ♥ S☆G Show!! [1:11]
作曲：水島康貴・Litz、編曲：水島康貴
2. NIJIIROスター☆ （超絶バージョン） [4:37]
作詞・作曲：Litz、編曲：水島康貴
3. キラ・ピュア・POWER! [4:11]
作詞・作曲：BLUE☆BiRDS、編曲：tasuku
4. 夢の引力 [3:52]
作詞：BOUNCEBACK、作曲：FIREWORKS、編曲：BLUE☆BiRDS
5. THE ロッキュYOU★〜キミがくれた証〜 [4:55]
作詞・作曲：Litz、編曲：水島康貴
八坂・荒井・田中・溝手によるユニット「ロックスター」の曲。
6. 笑顔がぽろり [4:59]
作詞：生田佳子、作曲：FIREWORKS、編曲：BLUE☆BiRDS
宮崎・勝田・前島によるユニット「ツインテールズ」の曲。
7. ときめき色の風とキミ [4:28]
作詞：BOUNCEBACK、作曲：FIREWORKS、編曲：BLUE☆BiRDS、FIREWORKS
志村・稼農・秋田・渡邉ひ・後藤によるユニット「スクールガールズ」の曲。
8. 虹色ダイヤ〜スパガのテーマ〜 [4:18]
作詞・作曲：Litz、編曲：水島康貴
9. 恋愛ルール [4:03]
作詞：BOUNCEBACK、作曲：FIREWORKS、編曲：BLUE☆BiRDS
10. NIJIIRO涙。。。 [6:29]
作詞・作曲：Litz、編曲：水島康貴
11. Be with you [4:34]
作詞・作曲：小室哲哉、編曲：齋藤真也
TBSテレビ「ランク王国」2010年12月・2011年1月度オープニングテーマ。
12. みらくるが止まンないっ! [4:13]
作詞：BOUNCEBACK、作曲：藤末樹、編曲：鈴木Daichi秀行
13. 絆デイズ （超絶バージョン） [4:25]
作詞・作曲：FIREWORKS、編曲：渡辺徹
14. Be with you （超絶バージョン）  [4:18]
作詞・作曲・編曲：小室哲哉

## 特典

### 初回限定盤（超絶盤）
BOX仕様
- DVD

1. みらくるが止まンないっ! （MUSIC VIDEO）
2. SUPER☆GiRLS 誕生の軌跡☆
3. SUPER☆GiRLS 萌え♥萌え♥Member File
4. OMAKE de SUPER☆GiRLS
5. 「みらくるが止まンないっ!」メンバー個別CM集

- ブックレット
- 全国握手会イベント参加券
- L判サイズ生写真A（全15種のうち1種）

### 通常盤（CD+DVD）
- DVD

1. みらくるが止まンないっ! （MUSIC VIDEO）
2. SUPER☆GiRLS 誕生の軌跡☆

- 全国握手会イベント参加券
- L判サイズ生写真A（全15種のうち1種）

### 通常盤（CDのみ）
- 全国握手会イベント参加券
- トレカサイズ生写真B（全15種のうち1種）

### セブンネットショッピング限定生産盤
- イトーヨーカドーツアー握手会イベント参加券（予約特典）[注 2]。
- トレカサイズ写真（セブンファーム衣装Ver.、全12種のうち1種）

## 音楽配信について
本作リリース時には定額制音楽配信サービスが普及していなかったが、現在は国内の主要な定額制音楽配信サービスで本作が配信されている。しかし、Amazon Music、Apple Music、dヒッツ以外のサービスでは曲のタイトルが間違えて表示されている。「NIJIIROスター☆ （超絶バージョン）」、「絆デイズ （超絶バージョン）」、「Be with you （超絶バージョン）」がそれぞれ「NIJIIROスター☆」、「絆デイズ」、「Be with you」と表示され、さらに、「Be with you」が「Be with you<EURO GiRLS MIX>」と表示されている。実際はCDに収録されているものと同じバージョンが再生される。

## イベント
| 開催日               | イベント名 | 会場 | 備考                                |
| -------------------- | --- | --- | ----------------------------------- |
| 2010年 11月3日       | イトーヨーカドー presents SUPER☆GiRLSメジャーデビュー決定!会いに行くって約束したから、本当に会いに来ちゃいました。2010 秋。 | アリオ橋本 | 11月28日は稼農が不参加              |
| 11月6日              | イトーヨーカドー presents SUPER☆GiRLSメジャーデビュー決定!会いに行くって約束したから、本当に会いに来ちゃいました。2010 秋。 | アリオ蘇我 | 11月28日は稼農が不参加              |
| 11月7日              | イトーヨーカドー presents SUPER☆GiRLSメジャーデビュー決定!会いに行くって約束したから、本当に会いに来ちゃいました。2010 秋。 | イトーヨーカドー三郷                                                                                           | 11月28日は稼農が不参加              |
| 11月13日             | イトーヨーカドー presents SUPER☆GiRLSメジャーデビュー決定!会いに行くって約束したから、本当に会いに来ちゃいました。2010 秋。 | イトーヨーカドー幕張                                                                                           | 11月28日は稼農が不参加              |
| 11月14日             | イトーヨーカドー presents SUPER☆GiRLSメジャーデビュー決定!会いに行くって約束したから、本当に会いに来ちゃいました。2010 秋。 | イトーヨーカドー福住                                                                                           | 11月28日は稼農が不参加              |
| 11月27日             | イトーヨーカドー presents SUPER☆GiRLSメジャーデビュー決定!会いに行くって約束したから、本当に会いに来ちゃいました。2010 秋。 | イトーヨーカドー尾張旭                                                                                         | 11月28日は稼農が不参加              |
| 11月28日             | イトーヨーカドー presents SUPER☆GiRLSメジャーデビュー決定!会いに行くって約束したから、本当に会いに来ちゃいました。2010 秋。 | アリオ鳳 | 11月28日は稼農が不参加              |
| 12月4日              | イトーヨーカドー presents SUPER☆GiRLSメジャーデビュー決定!会いに行くって約束したから、本当に会いに来ちゃいました。2010 秋。 | アリオ西新井                                                                                                   | 11月28日は稼農が不参加              |
| 12月5日              | イトーヨーカドー presents SUPER☆GiRLSメジャーデビュー決定!会いに行くって約束したから、本当に会いに来ちゃいました。2010 秋。 | アリオ北砂 | 11月28日は稼農が不参加              |
| 12月22日             | 「感謝のキモチを込めて、お店にお邪魔します!!」                                                                              | タワーレコード新宿 タワーレコード渋谷 SHIBUYA TSUTAYA ソフマップ秋葉原音楽CD館 ishimaru soft本店 HMVルミネ池袋 | 商品お渡し会                        |
| 12月24日             | 発売記念★全国握手会イベント第1弾「クリスマスももちろん会えるよね?」〜ジングルベルを一緒に聴きたいまであるぅ〜♪              | dios北千里 パフォーマンスホール                                                                                | 14:30/17:00の2部制 グループ別握手会 |
| 12月25日             | 発売記念★全国握手会イベント第1弾「クリスマスももちろん会えるよね?」〜ジングルベルを一緒に聴きたいまであるぅ〜♪              | プリンセスガーデンホテル                                                                                       | 13:00/16:00の2部制 グループ別握手会 |
| 12月26日             | 発売記念★全国握手会イベント第1弾「クリスマスももちろん会えるよね?」〜ジングルベルを一緒に聴きたいまであるぅ〜♪              | avex本社 | 13:00/16:00の2部制 グループ別握手会 |
| 2011年 1月6日・ 10日 | 発売記念★全国握手会イベント第2弾「あけましてもよろしくお願いします☆」〜今年も一緒に過ごしましょ♪〜♪                         | 汐留AX | 13:00/16:00の2部制 グループ別握手会 |
| 1月21日              | ピノ&ぴかるんの「札幌で店員しちゃいます♪」                                                                                  | HMV札幌ステラプレイス                                                                                          | ICカードステッカーお渡し会          |